# Bo-Katan Kryze
Bo-Katan Kryze es un personaje ficticio de la franquicia Star Wars. Fue presentada en la serie de televisión animada por computadora Star Wars: The Clone Wars en el año 2012, y luego en Star Wars: Rebels en 2015. En ambos casos, Katee Sackhoff fue su voz. En 2020 Sackhoff hizo su debut en vivo en la serie de la plataforma Disney+, The Mandalorian, siendo protagonista desde la tercera temporada junto a Pedro Pascal. En el universo Star Wars, Bo-Katan fue la única guerrera conocida que llegó a ser, en dos ocasiones, la Mand'alore del planeta Mandalore, es decir, la Líder Unificadora Absoluta de todos los mandalorianos. 
En la saga Star Wars, lady Bo-Katan Kryze es una guerrera prodigio excepcional y una mandaloriana legendaria. Princesa y heredera de la Casa Kryze ha estado luchando por el futuro de Mandalore desde las Guerras Clon, usando una armadura distintiva que ha pertenecido a su familia durante tres generaciones. 
En The Clone Wars, Bo-Katan fue presentada como miembro de la Guardia de la Muerte, una facción terrorista de mandalorianos que deseaban restaurar las antiguas costumbres guerreras de su planeta, Mandalore. También es la hermana menor de la duquesa Satine Kryze, la gobernante pacifista, de quien está separada debido a diferencias en sus políticas. Más tarde se alía con la ex Jedi Ahsoka Tano y la República Galáctica para liberar a Mandalore de las oscuras ambiciones de Darth Maul. 
En los albores de la Nueva República, lideró un equipo de mandalorianos del Clan Kryze con el que contraatacaron al Clan Saxon y su líder, Gar Saxon, y luego a parte del remanente imperial encargado de conquistar o aniquilar planetas del borde exterior durante décadas. 
En Star Wars: Rebels, Bo-Katan es declarada el nuevo gobernante de Mandalore, mientras que en The Mandalorian, busca recuperar el Sable Oscuro de Moff Gideon después de ser traicionada por éste en la Gran Purga de Mandalore. En medio de sus numerosas vicisitudes, que van desde la pérdida de su familia, el abandono de sus aliados, la destrucción de su castillo, y la más absoluta soledad, Bo-Katan llega a encontrar un nuevo propósito y enfoque de vida gracias al mandaloriano Din Djarin.

## Biografía
Bo-Katan es la menor de las hijas de Adonai Kryze, un guerrero que fue "Mand'alore" del Planeta Mandalore y duque del planeta Kalevala durante la época anterior al dominio del Imperio Galáctico.
Bo-Katan le revela a Din Djarin que su familia (la Casa Kryze), fue la familia real que gobernó Mandalore por varias generaciones. También le indicó que ella estuvo en las Aguas Vivas de las Minas Mandalorianas cuando era niña. Como miembro de la familia real, había tomado públicamente los principios mandalorianos; además le reveló que al pueblo le gustaba ver ese tipo de espectáculos: ella era la princesa de Mandalore recitando los principios mientras su padre la miraba con orgullo. Djarin sugiere que su padre estaría orgulloso se ella y que le gustaría haberlo conocido. Kryze le responde que en efecto él estaba orgulloso y que fue un gran hombre, el cual murió defendiendo a Mandalore. En respuesta, Djarin se detiene y cuando ella se gira para mirarlo, él proclama solemnemente: «El Camino así es».
Más adelante, Bo-Katan anima a Grogu diciéndole que, de niña, su padre la hacía practicar contra otros guerreros mandalorianos porque se sentía orgulloso de sus habilidades. Esto en referencia a que Din Djarin llevó al pequeño a practicar contra el hijo de Paz Viszla, Ragnar Viszla.

## Apariencia física
Bo-Katan es una mujer de aspecto hermoso, según los estándares de belleza humanos. Es esbelta, de porte fuerte y atlético, y bastante alta, ya que mide 1,80. Posee una cintura pequeña y piernas largas y estilizadas.
Sus ojos son verdes y su cabello es de un tono rojo caoba vibrante que le topa a la altura de los hombros o aún más corto en ocasiones. 
Pese a ser de la realeza, al contrario que su hermana Satine o figuras como Padme Amidala o Leia Organa, no le gusta vestir trajes, ni usar joyas, adornos de telas o peinados elaborados, ella prefiere portar su armadura mandaloriana, y así estar lista para cualquier eventualidad.

## Personalidad
Bo-Katan es considerada una guerrera prodigio; quizás la mejor guerrera mandaloriana de su generación. Una mujer feroz, segura y valiente. líder por naturaleza. Orgullosa de ser un Búho Nocturno, y finalmente también de luchar junto a la Guardia Letal para restaurar la gloria del pasado de los mandalorianos. Ella fue firme en su lealtad hacia el grupo y su líder, Pre Vizsla, quien a su vez confió en Bo-Katan para dirigir y actuar en su ausencia. Su lealtad quedó demostrada después de la toma de Sundari; cuando Vizsla fue asesinado en combate por el malvado lord Sith, Darth Maul, de forma inmediata Bo-Katan reunió a los miembros aún leales de la Guardia Letal y unió fuerzas con Obi-Wan Kenobi, con el fin de recuperar Mandalore, que estaba bajo el control de los Sith.
Bo-Katan también fue capaz de soportar castigos físicos de alta intensidad, como cuando fue asfixiada durante medio minuto por Darth Maul.
De temperamento irascible en ocasiones y frío bajo ciertas circunstancias, ella se preocupaba poco del peligro, cosa que se mostró cuando valientemente emprendió peleas contra los cazarrecompensas de Nal Hutta, los hermanos Saxon, contra los captores de Satine y Obi-Wan Kenobi, en su momento contra la jedi Ahsoka Tano, o contra el sith Darth Maul.
Su lado más vulnerable lo pudimos ver al recordar la muerte de su hermana Satine Kryze, cuando su planeta corría peligro inminente ante El Imperio, y cuando Din Djarin tocó las fibras más profundas de su corazón, al jurarle lealtad hasta el fin de sus días.

## Armadura
El conjunto de la famosa armadura mandaloriana de Bo-Katan le fue heredado. Dicha armadura ha sido transmitida de generación en generación dentro de su familia, la Casa Kryze.  
La armadura de Bo-Katan probablemente sea la más famosa e icónica para los mandalorianos, (junto a la de su contraparte masculina Boba Fett), ya que todo quien la ve sabe que se trata de uno de los miembros de los Búhos Nocturnos, al tener pintada en su casco la imagen de una lechuza.
Dave Filoni dijo que quería que el diseño de la armadura de Bo-Katan fuese único e impresionante.
Durante una misión para rescatar a Ragnar, Bo-Katan perdió su pauldron derecho. La Armera le forjó un nuevo pauldron y le preguntó si quería que le incrustaran el sello de los Búhos Nocturnos. Kryze preguntó si era aceptable usar un pauldron con el sello de los Búhos Nocturnos y otro con el sello del Mitosaurio, a lo que La Armera respondió que el mitosaurio pertenece a todos los mandalorianos. La Armera incrustó el sello del Mitosaurio en el nuevo pauldron. Finalmente, Bo-Katan reemplazó su pauldron perdido por uno nuevo con un color y un sello diferente al que tenía originalmente.

## Concepto y creación
El 13 de enero de 2012, Bo-Katan Kryze apareció por primera vez en el episodio de la cuarta temporada de Star Wars: The Clone Wars, "A Friend in Need", con la voz de Katee Sackhoff. Aunque originalmente no se incluyó en el guion del episodio, el director Dave Filoni agregó el personaje para establecer un papel más importante en la quinta temporada de la serie.
Debido a la cancelación inicial de la serie y la renovación años después, Bo-Katan no reaparecería en The Clone Wars hasta la séptima y última temporada de la serie en 2020. Durante la pausa entre la sexta y la séptima temporada de The Clone Wars, Bo-Katan apareció en varios episodios de Star Wars Rebels, en episodios ambientados quince años después de los eventos de The Clone War.
El nombre de Bo-Katan es un riff mnemotécnico de las palabras "boogie-cat-Anne" pronunciadas juntas, refiriéndose al nombre del gato que pertenece a la esposa de Filoni, ella misma llamada Anne.
Bo-Katan es una guerrera en esencia y dejó la política de liderazgo a los diplomáticos como su hermana, la duquesa Satine Kryze. Ella tiene sus fallas y un fuerte sentido de su propia importancia, pero entiende la cultura guerrera mandaloriana y con el tiempo se convierte en su papel de líder.
El 16 de noviembre de 2019, Sackhoff confirmó que interpretaría a Bo-Katan en vivo en la próxima segunda temporada de The Mandalorian, que aparece en "Chapter 11: The Heiress", estrenada el 13 de noviembre de 2020. La diseñadora de vestuario Shawna Trpcic encargó al escultor José Fernández y Ironhead Studios que construyeran una armadura mandaloriana para Bo-Katan.
Sackhoff tenía la esperanza de interpretar al personaje en acción real, pero esperaba que fuera interpretado con alguien más famoso como Scarlett Johansson. Cuando finalmente usó la armadura por primera vez, se sintió abrumada y lloró de alegría.

## Apodos y títulos
A lo largo de la serie, Bo-Katan ha recibido diferentes apodos. Es llamada "Bo" por su hermana Satine y por Din Djarin (Temp. 3, cap.19), mientras que en la temporada 2 de The Mandalorian, Boba Fett utiliza el título de "princesa" para referirse a ella. Por otro lado, Paz Vizsla la llama "Búho nocturno"(Temp. 3, cap. 19).
También se convirtió en la nueva Mand'alore de las tribus mandalorianas, al ser aceptada como líder de las dos grande facciones de guerreros sobrevivientes.

## Frases célebres
Mandalore sobrevivirá! nosotros siempre sobrevivimos!
-Bo a Obi-Wan Kenobi

El enemigo de mi enemigo es mi amigo.
-Bo a Satine

Ojalá yo fuera buena en algo más que pelear.
-Bo a Ahsoka

Los Mandalorianos juntos son más fuertes.
-Bo a Din Djarin

## Apariciones
Bo-Katan Kryze fue interpretada por voz, y luego interpretada en vivo por Katee Sackhoff.

### Star Wars: Las Guerras Clon
Bo-Katan Kryze (con la voz de Katee Sackhoff) apareció por primera vez en la cuarta temporada de  Star Wars: The Clone Wars, en el episodio "A Friend in Need" como el lugarteniente de Death Watch (Guardia Letal, en Latinoamérica y Guardia de la Muerte, en España), un grupo terrorista que busca derrocar al gobierno pacifista de Mandalore, bajo el liderazgo de Pre Vizsla (con la voz de Jon Favreau). Bo-Katan es la Líder de los Búhos Nocturnos, una unidad de élite dentro de la Guardia de la Muerte.  En este episodio, Lux Bonteri se reúne con Death Watch en Carlac para unir fuerzas contra el Conde Dooku. Ahsoka Tano y R2-D2 se ven obligados a acompañarlo; se encuentran con Bo-Katan, quien pone a Ahsoka a trabajar con mujeres de un pueblo local que han sido esclavizadas por la Guardia de la Muerte.  Vizsla da instrucciones a la Guardia de quemar el pueblo y asesinar a los aldeanos.  Ahsoka se revela a sí misma como una Jedi y lucha contra la Guardia de la Muerte antes de ser tomada prisionera, pero es liberada poco después.  Mientras Ahsoka, R2-D2 y Lux escapan hacia su nave, Bo-Katan los persigue e intenta matar a Ahsoka, pero esta escapa.
Bo-Katan reaparece en los episodios de la quinta temporada "Eminence", "Shades of Reason" y "The Lawless".  En este arco de la historia, la Guardia de la Muerte se alía con Darth Maul y varios sindicatos del crimen (en una alianza conocida como Shadow Collective) con la intención de realizar operaciones de bandera falsa contra el pueblo mandaloriano para dar un golpe de Estado contra la duquesa Satine Kryze. Bo-Katan cree que los Sith no son mejores que los Jedi y desconfía de los mafiosos, pero acata la decisión del grupo cuando eligen por votación actuar con Maul. Una vez que la Guardia de la Muerte conquista Mandalore, traiciona a Maul, pero él desafía a Vizsla a un duelo por el derecho a gobernar Mandalore.  Maul derrota a Vizsla y lo mata con su propio sable oscuro, pero Bo-Katan se niega a aceptar a un forastero como gobernante y huye con los Búhos Nocturnos y con los miembros de la Guardia de la Muerte leales a ella.  Más tarde Bo-Katan y sus aliados logra salvar a Satine, pero la ex duquesa es recapturada por las huestes de Maul.  Poco después, Obi-Wan Kenobi llega a Mandalore para rescatarla también. Maul asesina a Satine frente a Obi-Wan y lo llevan a prisión; sin embargo, Bo-Katan y sus fuerzas lo liberan. Ella lo ayuda a escapar para que pueda traer las fuerzas de la República Galáctica a Mandalore para sacar a Maul del poder.
En la séptima y última temporada, Bo-Katan y Nite Owls continúan luchando contra Maul.  Durante una misión en Oba Diah, Bo-Katan, Ursa Wren y otro Nite Owl ven a Ahsoka y la siguen hasta Coruscant, donde Kryze deja de lado sus diferencias y la recluta. Ahsoka y Bo-Katan contactan a Obi-Wan Kenobi y Anakin Skywalker, solicitando que la República los ayude a recuperar Mandalore de manos de Maul.  Aunque reacios al principio, los Jedi deciden enviar una división de la Legión 501 al mando del Comandante Rex para organizar una invasión que se conoce como el Asedio de Mandalore.  Logran derrocar a Maul y Bo-Katan es declarada regente por los Jedi.

### Rebels
Bo-Katan regresa en el estreno de la cuarta temporada de Star Wars Rebels y película para televisión "Heroes of Mandalore". Durante la ocupación de Mandalore por el Imperio Galáctico, Bo-Katan se negó a servir al Imperio y se vio obligada a abdicar, siendo reemplazada por el Clan Saxon. Al verse a sí misma como indigna de liderar, inicialmente rechaza el Darksaber de Sabine Wren, quien lo recuperó de Maul. En "Heroes of Mandalore", Bo-Katan y sus aliados mandalorianos combinan esfuerzos con la tripulación del Fantasma en la destrucción de "La Duquesa", un arma creada por Sabine que es capaz de destruir la armadura Beskar. El gobernador Tiber Saxon captura a Sabine y Bo-Katan y amenaza con matar a Kryze si Wren no mejora el arma. Sabine reprograma el arma para apuntar a la armadura de los soldados de asalto y matar a Saxon, pero Bo-Katan le advierte que no se hunda al nivel del Imperio. Al prestar atención a Bo-Katan, Sabine destruye el arma y permite que los rebeldes liberen a Mandalore del control del Imperio. Bo-Katan finalmente acepta el Darksaber de Sabine, convirtiéndose en el gobernante de Mandalore una vez más cuando los mandalorianos sobrevivientes le prometen lealtad.

### The Mandalorian
Sackhoff repite su papel en la segunda temporada de The Mandalorian, apareciendo en "Capítulo 11: La heredera" para la primera aparición de acción en vivo del personaje. Caitlin Dechelle y Caitlin Hutson fueron sus dobles. En la tercera temporada de The Mandalorian, se acredita a Sackhoff como protagonista junto a Pedro Pascal (quien anteriormente era el único actor acreditado como tal). En el transcurso de sus apariciones en la serie, que continua cronológicamente su historia desde Rebels, se revela que tiempo después, los Mandalorianos sufrieron un feroz ataque del Imperio en un evento conocido como "La noche de las mil lagrimas", donde Kryze, en un último intento por salvar a su gente, decide rendirse ante el jefe militar de la operación Moff Gideon, entregándole el sable oscuro; a pesar de ello, Gideon ejecutó a la mayoría de mandalorianos y Kryze junto a sobrevivientes de los Búhos Nocturnos huyen de Mandalore y emprenden una campaña para reunir fuerzas y recuperar tanto el sable como su planeta. 

#### Temporada 2
En el Capítulo 11, Bo-Katan, Koska Reeves y Axe Woves rescatan a Din Djarin y al Niño de un grupo de Quarren. Se quitan los cascos y Bo-Katan explica su historia, y también le revela a Djarin que él es un Niño de la Guardia, un culto de fanáticos que siguen las estrictas reglas antiguas conocidas como "el Camino". Debido a que no siguen "el Camino", Djarin desconfía de ellos y rechaza su ayuda. Después de que lo salvan por segunda vez, acepta ayudarlos a apoderarse de las armas de un carguero imperial, y Bo-Katan acepta decirle a Din Djarin dónde puede encontrar un Jedi. Durante la redada, Bo-Katan interroga al capitán, queriendo saber el paradero de Moff Gideon y si tiene el Sable Oscuro. Luego, le ofrece a Djarin la oportunidad de unirse a ellos a pesar de sus diferencias, pero él decide continuar con su búsqueda. Bo-Katan le dice que encontrará a Ahsoka en la ciudad de Calodan en el planeta Corvus.
En el "Capítulo 16: El Rescate", el Mandaloriano y Boba Fett se acercan a Bo-Katan y Koska en una cantina para reclutarlos en su misión de rescatar a Grogu (El Niño) de Moff Gideon. Bo-Katan inicialmente es hostil con Boba y lo llama una desgracia para su armadura mandaloriana, ya que es un clon. Sin embargo, ella rompe una pelea entre Boba y Koska y acepta ayudar al Mandaloriano con la condición de que le quite el crucero de Gideon y el Sable Oscuro y Din Djarin considera ayudarla a liberar a Mandalore. The Mandalorian supera a Gideon en combate, arruinando su plan para recuperar el Sable Oscuro en combate ella misma. Intenta entregarle el arma, pero Gideon le dice que debe ganarse en combate. Bo-Katan no acepta el Sable Oscuro de parte de Din Djarin.

#### Temporada 3
En el "Capítulo 17: El Apóstata", Din Djarin y Grogu visitan a Bo-Katan en su castillo en Kalevala. Al no poder ganar el Sable Oscuro, está abatida, su gente está dividida y ha abandonado sus planes de retomar Mandalore. Djarin busca la redención bañándose en las aguas vivientes de las minas de Mandalore y ella le dice a dónde ir. En "Capítulo 18: Las Minas de Mandalore", después de que Din Djarin queda atrapado en una trampa, Grogu convence a Bo-Katan de viajar a Mandalore y rescatarlo. Aunque ella es cínica sobre las leyendas que rodean a las Aguas Vivientes y desea abandonar el planeta en ruinas, acepta continuar y liderarlos. Bañándose en las Aguas Vivientes, pero súbitamente Din Djarin es arrastrado bajo el agua y mientras lo rescata, Bo-Katan descubre la existencia de un Mitosaurio con vida en dichas aguas sagradas, una antigua criatura mitológica a la que según las leyendas Mandalorianas se creía extinta hacía miles de años.
En el "Capítulo 19: El Converso", al regresar a Kalevala, son atacados por naves imperiales y los bombarderos destruyen su castillo. Djarin la lleva a la base oculta de su grupo de mandalorianos, la cual declara que Djarin ha sido redimido. Como Bo-Katan también se bañó en las Aguas Vivas y no se ha quitado el casco desde entonces, ella también es aceptada en el refugio. En el "Capítulo 20: El huerfano", Bo-Katan lidera un grupo de rescate cuando el expósito Ragnar Vizsla es secuestrado por un gran raptor alado. Bo-Katan rescata con éxito a Ragnar y lleva a los polluelos de Raptor al enclave, lo que le gana el respeto de la tribu. Cuando La Armera forja a Bo-Katan una nueva hombrera, Bo-Katan revela la existencia del mitosaurio que vio en Mandalore, pero ella se muestra desdeñosa.
Sin embargo, después de los eventos del "Capítulo 21: El pirata", la Armera convoca a Bo-Katan y le ordena que se quite el casco; ahora cree que Bo-Katan está viendo al mitosaurio y las acciones y el liderazgo posteriores indican que Bo-Katan puede caminar en ambos mundos y reunir a todos los mandalorianos. En el "Capítulo 22: Pistoleros a sueldo", Bo-Katan se reúne con su antiguo grupo de Mandalorianos y desafía a Axe Woves en combate. Después de obligar a Woves a ceder, él afirma que no pueden seguirla porque ella no sostiene el Darksaber. Djarin, luego vuelve a contar los eventos donde había sido capturado y desarmado del Darksaber, y que Bo-Katan mató a su captor usándolo. Él la considera la gobernante legítima a través de las reglas del combate debido a esto y le devuelve el Darksaber. 
Regresan a Nevarro para unir a los dos facciones mandalorianas y en el "Capítulo 23: Los espías", se mueven para recuperar su mundo natal de Mandalore. El grupo combinado busca un lugar subterráneo conocido como la Gran Forja, pero en su lugar descubre la base oculta del Moff Gideon. Gideon viste un Dark Trooper mejorado y sus soldados de asalto están equipados con armaduras beskar y mochilas propulsoras. Quedan atrapados y El mandaloriano es capturado pero el resto apenas logra escapar.
En el "Capítulo 24: El Regreso", Bo-Katan lidera a los mandalorianos contra las fuerzas de Moff Gideon, pero con su nueva armadura toma ventaja y destruye el Darksaber. Habiéndose liberado, Mando y Grogu regresan para ayudarla a seguir luchando. Mientras tanto, Woves estrella una nave espacial contra la base provocando una explosión gigantesca, que mata a Gideon, pero Grogu puede usar el poder de la Fuerza para protegerlos y sobreviven. Posteriormente la Armera reinicia la Gran Forja de Mandalore y Bo-Katan es proclamada líder de todos los mandalorianos.